# Krombach (Eichsfeld)
Pour les articles homonymes, voir Krombach.
Krombach est une commune allemande située dans l'arrondissement d'Eichsfeld en Thuringe.

## Géographie

Situation de Krombach dans l'arrondissement

Krombach est située dans le sud de l'arrondissement. La commune fait partie de la Communauté d'administration d'Ershausen-Geismar et se trouve à 12 km au sud de Heilbad Heiligenstadt, le chef-lieu de l'arrondissement.

## Histoire
Les premières documentations de Krombach datent de 1318. Ce village faisait partie de l’Amt Bischofstein. 
Vers 1450 est mentionnée la première église de Krombach. La commune a ensuite fait partie de la province prussienne de Saxe. 
De 1945 à 1949, la ville est entrée dans la zone d’occupation soviétique, puis a fait partie de la RDA à partir de 1949. 
De 1961 jusqu’à la chute du mur de Berlin et la réunification en 1989/1990, Krombach fut touchée par la fermeture de la frontière intérieure allemande voisine. 
Depuis 1990, Krombach est rattachée à la Thuringe.
De 1914 à 1947, Krombach a été reliée au chemin de fer Heiligenstadt-Schwebda avec sa propre gare.
Krombach a appartenu à l'Électorat de Mayence jusqu'en 1802 et à son incorporation à la province de Saxe dans le royaume de Prusse. De 1807 à 1813, Geismar a fait partie de l'éphémère royaume de Westphalie.
Le village, occupé par les troupes américaines en avril 1945 fut inclus en juillet dans la zone d'occupation soviétique après la Seconde Guerre mondiale avant de rejoindre le district d'Erfurt en RDA.

## Démographie
| 1910 | 1933 | 1939 | 1995 | 2000 | 2004 | 2010 |
| ---- | ---- | ---- | ---- | ---- | ---- | ---- |
| 287  | 315  | 315  | 222  | 227  | 218  | 206  |